# Marcel Zapytowski
Marcel Zapytowski (ur. 8 stycznia 2001 w Płocku) – polski piłkarz występujący na pozycji bramkarza.

## Życiorys
Wychowanek Wisły Płock. W 2018 roku został włączony do pierwszej drużyny. W ekstraklasie zadebiutował 15 września 2018 roku w zremisowanym 2:2 meczu z Miedzią Legnica. Ogółem w płockiej drużynie rozegrał dwa spotkania. Na początku 2020 roku za pięć tysięcy euro został pozyskany przez Resovię. Z klubem tym w 2020 roku awansował do I ligi po wygraniu baraży. Przed rundą wiosenną sezonu 2020/2021 został piłkarzem Korony Kielce. W sezonie 2021/2022 awansował z klubem do ekstraklasy. W sezonie 2022/2023 rozegrał 14 spotkań w najwyższej polskiej klasie rozgrywkowej. W czerwcu 2023 roku został na rok wypożyczony do Birkirkara FC.
Jest bratem Kamila, również piłkarza.

## Statystyki ligowe
| Sezon         | Klub          | Liga                   | Mecze | Gole |
| ------------- | ------------- | ---------------------- | ----- | ---- |
| 2018/2019     | Wisła Płock   | Ekstraklasa            | 2     | 0    |
| 2019/2020 (j) | Wisła Płock   | Ekstraklasa            | 0     | 0    |
| 2019/2020 (w) | Resovia       | II liga                | 13    | 0    |
| 2020/2021 (j) | Resovia       | I liga                 | 11    | 0    |
| 2020/2021 (w) | Korona Kielce | I liga                 | 10    | 0    |
| 2021/2022     | Korona Kielce | I liga                 | 1     | 0    |
| 2022/2023     | Korona Kielce | Ekstraklasa            | 14    | 0    |
| 2023/2024     | Birkirkara FC | Maltese Premier League | 25    | 0    |